# Olga Sehnalová
Olga Sehnalová (ur. 25 października 1968 w Kromieryżu) – czeska polityk, lekarka i samorządowiec, posłanka do Parlamentu Europejskiego VII i VIII kadencji.

## Życiorys
Ukończyła studia na Wydziale Lekarskim Uniwersytetu Masaryka w Brnie. Odbyła dwuletni staż na University of Utah. Podjęła następnie pracę lekarki w szpitalu w Kromieryżu. Wybierana na radną tej miejscowości, od 1998 do 2012 pełniła funkcję zastępczyni burmistrza. Od 2008 do 2012 reprezentowała Czeską Partię Socjaldemokratyczną w sejmiku kraju zlińskiego.
W wyborach europejskich w 2009 z listy ČSSD uzyskała mandat posłanki do Parlamentu Europejskiego. Przystąpiła do grupy Postępowego Sojuszu Socjalistów i Demokratów, została członkinią Komisji Transportu i Turystyki. W 2014 z powodzeniem ubiegała się o reelekcję na kolejną kadencję. W PE zasiadała do 2019. W 2020 wybrana na radną kraju żylińskiego.